# 康敏
康敏，金庸武俠小說《天龍八部》的反派角色之一。

## 生平
是大理鎮南王段正淳的情婦之一。
後為丐幫副幫主馬大元之妻。
生性凉薄，為人自私自利，佔有慾旺盛，外表美艷誘人。書中曾描述康敏小時因嫉妒鄰家女孩擁有新衣，竟然潛入鄰家中剪壞新衣衫。
長大後亦自負美貌。因喬峰未看她一眼，竟不惜出賣肉體處心積慮對付喬峰，康敏以美色引誘丐幫長老白世鏡及丐幫弟子全冠清，目的是要令他們助她對付喬峯。
康敏揭發了喬峯為契丹人的真相，也間接促成了阿朱之死。
最後自作孽不可活，一生自負的美貌慘遭阿紫毀容，絕望之極憂憤而死。

## 影視形象

### 劇集
- 林建明：香港無綫電視《天龍八部》（1982年）
- 韓羚：台灣中視《天龍八部》（1990年）
- 雪梨：香港無線電視《天龍八部》（1997年）
- 鐘麗緹：江蘇省廣播電視總台、九洲音像出版公司聯合出品《天龍八部》（2003年）
- 張馨予：中國華策影視、東陽大千影視聯合出品《天龍八部》（2013年）
- 朱珠：中國新麗傳媒《新天龍八部》（2021年）

### 電影
- 劉雅麗 (1980年代)：《幫規》（1982年），邵氏公司
- 王君馨：《天龍八部之喬峰傳》（2023年），邵氏公司